# 농작물

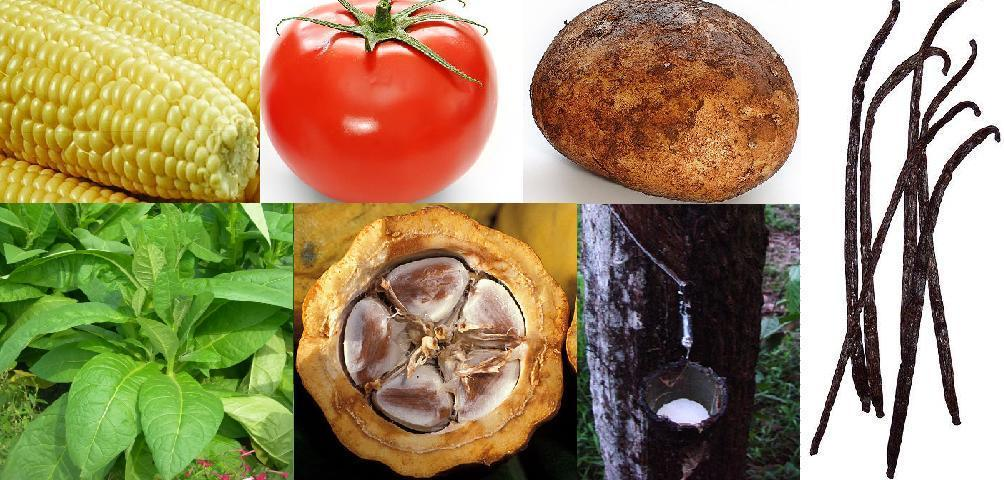
재배 작물

농작물(農作物) 또는 작물은 인류가 이용할 목적으로 재배하는 식물이다. 또, 음식, 집짐승, 사료, 연료 등의 경제 목적으로 낸 짐승이 아닌 작물을 가리킨다. 전 세계적인 주된 농작물로는 쌀, 밀, 콩, 건초, 감자, 목화를 포함한다.
작물은 이익이나 생존을 위해 광범위하게 재배되고 수확될 수 있는 식물이다. 같은 종류의 식물을 한곳에 대규모로 재배한다. 대부분의 작물은 농업이나 수경재배로 재배된다. 작물에는 육안으로 볼 수 있는 곰팡이(예: 버섯)와 해양 거대 조류(예: 해조류)가 포함될 수 있으며, 이들 중 일부는 양식에서 재배된다.
대부분의 작물은 인간의 식량이나 가축의 사료로 수확된다. 일부 작물은 종종 집중 채집 형태로 야생에서 수집된다(예: 인삼, 요힘베, 두충).
중요한 비식용 작물에는 원예, 화훼 재배 및 산업용 작물이 포함된다. 원예작물에는 다른 작물(예: 과일나무)에 사용되는 식물이 포함된다. 화훼 작물에는 화단 식물, 관엽 식물, 꽃이 피는 정원 및 화분 식물, 자른 재배 채소 및 절화 등이 포함된다. 산업 작물은 의류(목화 등 섬유 작물), 바이오 연료(에너지 작물, 조류 연료) 또는 의약품(약용 식물)용으로 생산된다.

## 종류

### 식용 농작물
곡물
곡물은 인류가 오래전부터 주식으로 삼아온 벼, 보리, 밀, 기장과 같은 벼과 식물과 콩, 팥과 같은 콩과 식물, 조, 수수, 옥수수와 같은 벼과 식물들의 씨앗을 통틀어 부르는 말이다. 씨앗을 삶거나 쪄서 먹거나 가루를 만들어 여러 가지 음식을 만든다.
과일
과일은 사과, 배, 감, 밤과 같은 활엽 교목의 열매를 주로 일컫는 말이나 바나나와 같은 초본 열대 식물의 열매도 과일로 부르기도 한다.
채소
채소는 먹기 위해 기르는 초본 식물을 통틀어 부르는 말이다. 딸기, 토마토, 수박과 같이 열매를 얻기 위해 기르는 것과 배추, 시금치와 같이 잎이나 줄기를 먹는 경우, 무, 고구마와 같이 뿌리를 먹기 위해 기르는 것들이 있다.

### 비식용 농작물
사료용 농작물
사료용 농작물은 소나 말과 같은 초식 동물의 사료로 쓰기 위해 기르는 식물이다. 사료로 쓰이는 풀을 목초라고 한다.
비료용 농작물
비료용 농작물은 퇴비를 만들기 위해 길러지는 자운영, 토끼풀 따위를 말한다.
원예 식물
원예 식물은 장미, 선인장과 같이 감상용으로 기르는 식물을 말한다.
공업용 농작물
공업용 농작물은 사탕수수, 담배 (식물), 유채와 같이 조미료, 기호품이나 기름을 만들기 위해 기르는 식물이다.

### 세부별 종류
- 곡류: 밀, 벼, 옥수수, 보리, 기장, 조, 수수
- 콩류: 콩, 팥, 녹두, 강낭콩, 동부
- 구근류: 감자, 고구마
- 채소: 배추, 양배추, 시금치, 상추, 미나리, 수박, 참외, 오이, 호박, 토마토, 딸기, 가지, 무, 당근, 우엉, 토란, 고추, 마늘, 파, 양파, 생강
- 과실류: 사과, 배, 복숭아, 포도
- 종실류: 감, 귤, 밤, 호두, 대추, 잣, 도토리, 은행, 산딸기
- 특용작물: 면화, 유채, 참깨, 들깨, 땅콩, 호프
- 약용작물: 구기자, 길경, 당귀, 작약, 황기, 천궁, 지황, 시호, 오미자, 사삼
- 전매작물: 연초, 인삼
- 화훼작물: 국화, 장미, 안개꽃
- 버섯류: 양송이, 송이, 목이, 느타리

## 소유권
남의 땅에 권한없이 경작 재배한 농작물의 소유권은 그 경작자에게 있다.

## 같이 보기
- 신대륙 작물